# Polinómio de Newton
Em análise numérica, polinômio (português brasileiro) ou polinómio (português europeu) de Newton (nomeado em referência a Isaac Newton) é um polinômio interpolador para um dado conjunto de pontos. Os coeficientes do polinômio são calculados através de diferenças divididas.
Dado um conjunto de {\displaystyle k+1} pontos:
{\displaystyle (x_{0},y_{0}),\ldots ,(x_{k},y_{k})}
com todos {\displaystyle x_{j}} distintos, o polinômio de interpolação de um conjunto de pontos na forma de Newton é dado por:
{\displaystyle p(x)=y_{0}+\sum _{i=1}^{n}\left(\triangle ^{i}y_{0}\prod _{j=0}^{i-1}(x-x_{j})\right)}
Onde
{\displaystyle \triangle ^{i}y_{0}} := diferença dividida de i-ésima ordem, do ponto 0.

## Exemplo
O polinômio {\displaystyle p_{2}(x)}, que interpola {\displaystyle f(x)} nos pontos dados
{\displaystyle x_{0}=-1~\,f(x_{0})=4}
{\displaystyle x_{1}=0~\,f(x_{1})=1}
{\displaystyle x_{2}=2~\,f(x_{2})=-1}
Na forma de Newton
{\displaystyle {\begin{array}{c||ccc}x&-1&0&2\\\hline f(x)&4&1&-1\\\end{array}}}  (Operador diferenças divididas )
{\displaystyle p_{2}(x)=f(x_{0})+(x-x_{0})f[x_{0},x_{1}]+(x-x_{0})(x-x_{1})f[x_{0},x_{1},x_{2}]}
{\displaystyle {\begin{array}{c||ccc}x&{\mbox{Ordem 0}}&{\mbox{Ordem 1}}&{\mbox{Ordem 2}}\\\hline -1&4&&\\&&-3&\\0&1&&{\frac {2}{3}}\\&&-1&\\2&-1&&\\\end{array}}}
{\displaystyle p_{2}(x)=4+(x-(-1))({\frac {(1-4)}{(0-(-1))}})+(x-(-1))(x-0)({\frac {{\frac {((-1)-1)}{(2-0)}}-{\frac {(1-4)}{(0-(-1))}}}{2-(-1)}})}
{\displaystyle p_{2}(x)=4+(x+1)(-3)+(x+1)(x-0)({\frac {2}{3}})}